# Gong (rivière)
Pour les articles homonymes, voir Gong.
La Gong (caractères chinois : 贡水) ou Gongshui est un fleuve qui coule dans la province chinoise du Jiangxi et qui est le principal affluent du fleuve Gan lui-même affluent du Yangzi Jiang. La rivière est longue de 313 kilomètres et son bassin versant a une superficie de 27 074 km2 (30 % du bassin fluvial du Gan). Le débit moyen de la rivière est de 700 m3/s. Ses principaux affluents sont les rivières Tao et Ping.
Le bassin fluvial du fleuve s'étend entre les longitudes 114° 48′–116° 08′ et les latitudes 24° 38′–26° 43′ N. Le climat est de type subtropical humide avec des précipitations concentrées sur l'été (entre avril et septembre). Il tombe en moyenne sur l'année 1627 mm de pluie, la température moyenne annuelle est de 18 °C et l'évaporation est de 1550 mm. Le bassin versant est principalement occupé par des collines et de montagnes moyennes. La densité humaine est élevée. Il s'agit d'une des régions de Chine du sud les plus touchées par les phénomènes d'érosion associées aux activités humaines (destruction des forêts, mises en culture des sols et ouverture de mines et carrières) .